# Ropicosybra spinipennis
Ropicosybra spinipennis là một loài bọ cánh cứng trong họ Cerambycidae.